# Tupolev Tu-144
Tupolev Tu-144 (ryska: Tyполев Ту-144; NATO-rapporteringsnamn: Charger) är ett sovjetiskt överljudspassagerarflygplan designad av Tupolev i drift åren 1968–1999.

## Historia
Flygplanet tillverkades av Tupolev i Sovjetunionen för att konkurrera med Concorde, och var väldigt likt sin konkurrent i designen. En avvikelse är canardvingen nära nosen (en på var sida), vilket Concorde inte har. Planet flög första gången år 1968 och slog därmed Concordes premiärflygning med två månader. Likheten med Concorde gjorde att planet fick öknamnet "Konkordski". 
Tupolev Tu-144 hade en hög bränsleförbrukning vilket bidrog till att planet togs ur bruk år 1978 efter att endast 16 plan tillverkats. Ytterligare ett plan var under uppbyggnad, men slutfördes aldrig. Plantypen gjorde 100 kommersiella flygturer mellan Moskva och Alma Ata, och var utrustat med bromsskärm för att kunna dra ner farten vid landning på blöt landningsbana.
Flygplanet flögs enbart av Aeroflot i kommersiell trafik och var inblandat i två dödsolyckor med totalt 16 dödsoffer, en under flygmässan i Paris och den andra under flyg med inrikespost i Sovjetunionen. 

## Industrispionage
Tupolev Tu-144 är i princip ett verk av Sovjets spioneri[källa behövs] på franska Aérospatiale, som tillverkade Concorde tillsammans med British Aircraft Corporation. År 1965 greps Sergei Pavlov, Aeroflots representant i Paris, för att han kommit över uppgifter om bland annat bromssystemet och landningsställen på Concorde och 1977 greps den sovjetiska agenten Sergei Fabiew, misstänkt för att ha kommit över hela Concordes prototyp under mitten av 60-talet. Detta var dock tidiga prototyper som inte var tillräckligt detaljrika för att Sovjet skulle kunna tillverka ett eget plan. Detta skulle dock förklara varför Tu-144 är så lik Concorde. Enligt en teori[källa behövs] kände BAC och Aérospatiale till de sovjetiska spionagen och gjorde falska ritningar med avsiktliga konstruktionsfel. Detta kan förklara varför Tu-144 aldrig blev lika tillförlitlig som Concorde.

## NASA
Under 1995 gick NASA och Boeing ihop med Ryssland och började använda en Tu-144 för testflygningar för att skapa nästa generations överljudspassagerarflygplan.

## Olyckor
Projektet drabbades av ett stort bakslag 1973 när en Tu-144 havererade under en flyguppvisning i Paris, varvid alla ombordvarande omkom. Enligt uppgifter från Ryssland och Frankrike inträffade olyckan på grund av en panikartad undanmanöver för att inte att krocka med ett Mirage-flygplan som tog bilder.